# Bobby Jarzombek
Bobby Jarzombek, född 4 september 1963 i San Antonio, Texas, USA, är en amerikansk trummis som spelar i Riot. Han har bland annat spelat med Sebastian Bach, Demons & Wizards, Halford och Iced Earth.